# ريتشارد كييل
ريتشارد كييل (بالإنجليزية: Richard Kiel)‏ (و. 1939 – 2014 م) هو ممثل، وممثل تلفزيوني، وكاتب سيناريو من الولايات المتحدة الأمريكية . ولد في ديترويت، ميشيغان .
توفي في فريسنو، كاليفورنيا .

## روابط خارجية
- ريتشارد كييل على موقع IMDb (الإنجليزية)
- ريتشارد كييل على موقع ألو سيني (الفرنسية)
- ريتشارد كييل على موقع تيرنر كلاسيك موفيز (الإنجليزية)
- ريتشارد كييل على موقع أول موفي (الإنجليزية)
- ريتشارد كييل على موقع قاعدة بيانات الأفلام السويدية (السويدية)
- ريتشارد كييل على موقع إن إن دي بي (الإنجليزية)
- ريتشارد كييل على موقع قاعدة بيانات الفيلم (الإنجليزية)
- ريتشارد كييل على موقع كينوبويسك (الروسية)